# Dänische Badmintonmeisterschaft 1977
Die Dänische Badmintonmeisterschaft 1977 fand in Kopenhagen statt. Es war die 47. Austragung der nationalen Titelkämpfe im Badminton in Dänemark.

## Titelträger
| Disziplin    | Sieger                                                    |
| ------------ | --------------------------------------------------------- |
| Herreneinzel | Flemming Delfs, Værløse                                   |
| Dameneinzel  | Lene Køppen, Gentofte BK                                  |
| Herrendoppel | Steen Skovgaard, Gentofte BK Svend Pri, Søllerød-Nærum IK |
| Damendoppel  | Lene Køppen, Gentofte BK Lonny Bostofte, Nykøbing F.      |
| Mixed        | Steen Skovgaard Lene Køppen, Gentofte BK                  |